# سزیم اکسید
سزیم اکسید (به انگلیسی: Caesium oxide) با فرمول شیمیایی Cs۲O یک ترکیب شیمیایی است. که جرم مولی آن ۲۸۱٫۸۱ g/mol می‌باشد. شکل ظاهری این ترکیب، جامد نارنجی و زرد است.